# آدي انجلز
آدي انجلز (بالهولندية: Addy Engels)‏ مواليد 16 يونيو 1977 في هولندا، هو دراج هولندي سابق في صنف سباق الدراجات على الطريق.

## سجل النتائج

### سباقات أو مراحل فاز بها
- بطولة العالم لسباق الدراجات على الطريق